# Georg Jostkleigrewe
Georg Jostkleigrewe (* 1975) ist ein deutscher Historiker.
Der gebürtige Westfale studierte von 1996 bis 2005 mittlere und neuere Geschichte, romanische Philologie (Französisch), lateinische Philologie und Philosophie an den Universitäten Tübingen, Aix-en-Provence, Düsseldorf und Köln. Von 2002 bis 2005 absolvierte er ein Promotionsstudium im Erlanger Graduiertenkolleg 516 „Kulturtransfer im europäischen Mittelalter“. Er wurde im Sommersemester 2005 mit einer von Ludger Körntgen angeregten und von Klaus Herbers in Erlangen betreuten Arbeit über deutsch-französische Fremdbilder in der volkssprachlichen Literatur und Historiographie des 12. bis 14. Jahrhunderts promoviert. Von 2006 bis 2008 machte er die Ausbildung für das Lehramt an Gymnasien und Gesamtschulen (GyGe) in den Fächern Lateinisch und Geschichte-bilingual (Französisch). Er erwarb die Befähigung zum Lehramt an Gymnasien und Gesamtschulen („Zweites Staatsexamen“).
Von 2008 bis 2011 war er wissenschaftlicher Angestellter im SFB 496 „Symbolische Kommunikation und gesellschaftliche Wertesysteme“ der Universität Münster, Teilprojekt A9 „Visualisierung der Diplomatie im westeuropäischen Spätmittelalter“ (Martin Kintzinger). Im Jahr 2012 war er wissenschaftlicher Mitarbeiter an der Professur für Mittelalterliche Geschichte I in Münster (Martin Kintzinger). Von 2012 bis 2013 war er DAAD-Kurzzeitstipendiat an der École Pratique des Hautes Études (Archivrecherchen, Kooperation mit Jean-Marie Moeglin und Stéphane Péquignot). Von 2013 bis 2015 war er wissenschaftlicher Angestellter im DFG-Forschungsprojekt „Symbolische Kommunikation und kulturelle Differenz. Visualisierung interkultureller Diplomatie im westeuropäischen Spätmittelalter“ an der Universität Münster. Er habilitierte sich 2015 am Fachbereich Geschichte/Philosophie der Universität Münster mit einer Arbeit über die Formen politischer Interaktion im spätmittelalterlichen französischen Königreich. Anschließend war er von 2015 bis 2019 wissenschaftlicher Mitarbeiter im SFB 1150. Seit 1. April 2019 ist er Professor für „Geschichte des Mittelalters“ am Institut für Geschichte der Martin-Luther-Universität Halle-Wittenberg.
Seine Forschungsschwerpunkte sind Geschichte Frankreichs, seiner Herrschaftsstrukturen und seiner Identität(en) im Hoch- und Spätmittelalter, Wissensgeschichte: Konzepte des Entscheidens in der wissenschaftlichen Theorie des Spätmittelalters, Historiographiegeschichte: Vermittlung und Generierung historischen Wissens in der Volkssprache; Geschichte der mittelalterlichen Vorstellungswelten und ihr Niederschlag in historiographischen und literarischen Texten; geographische Konzepte des Mittelalters (Weltkarten, Erdbeschreibungen), „Außenpolitik“ und politische Kommunikation im europäischen Spätmittelalter: Frankreich und seine näheren (England, Flandern, Reich) und ferneren (Byzanz, Levante) Interaktionspartner und britische „dark ages“ und die Geschichte der angelsächsischen Reich.

## Schriften (Auswahl)
Monographien
- Das Bild des Anderen. Entstehung und Wirkung deutsch-französischer Fremdbilder in der volkssprachlichen Literatur und Historiographie des 12. bis 14. Jahrhunderts (= Orbis mediaevalis. Band 9). Akademie-Verlag, Berlin 2008, ISBN 978-3-05-004394-4.
- Monarchischer Staat und ‚Société politique‘. Politische Interaktion und staatliche Verdichtung im spätmittelalterlichen Frankreich (= Mittelalter-Forschungen. Band 56). Thorbecke, Ostfildern 2018, ISBN 3-7995-4378-3.

Herausgeberschaften
- mit Nils Bock und Bastian Walter: Faktum und Konstrukt. Politische Grenzziehungen im Mittelalter. Verdichtung – Symbolisierung – Reflexion (= Symbolische Kommunikation und gesellschaftliche Wertesysteme. Band 35). Rhema, Münster 2011, ISBN 3-86887-002-4.
- Der Bruch des Vertrages. Die Verbindlichkeit spätmittelalterlicher Diplomatie und ihre Grenzen (= Zeitschrift für historische Forschung. Beiheft. Band 55). Duncker & Humblot, Berlin 2018, ISBN 978-3-428-15454-8.